# Emmanuel Séraphin
Pour les articles homonymes, voir Séraphin.
Emmanuel Séraphin, né le 21 mars 1972, est un homme politique français. Il est maire de Saint-Paul depuis 2021.

## Biographie
Secrétaire général du PLR, parti créé par Huguette Bello, après avoir été candidat aux élections cantonales partielles de 2005 dans le canton de Saint-Paul-3 sous les couleurs du PCR, Emmanuel Séraphin est élu conseiller municipal de Saint-Paul en 2008 puis réélu en 2009 et 2014, sur les listes conduites par Huguette Bello.
Candidat aux élections législatives de 2017 dans la 7e circonscription de La Réunion, il est éliminé au premier tour avec 10,9 % des suffrages exprimés. Il se présente dans la même circonscription lors du scrutin partiel de 2018, faisant suite à la démission d'office du député Thierry Robert, mais il est à nouveau éliminé avec 9,5 % des voix.
À la suite de la victoire d'Huguette Bello aux élections municipales de 2020 à Saint-Paul, il devient premier adjoint à la maire chargé de l'aménagement du territoire. Le 16 juillet 2020, Emmanuel Séraphin est élu président du Territoire de la Côte Ouest.
Le 8 juillet 2021, il est élu maire de Saint-Paul après la démission d'Huguette Bello, pour cause de cumul des mandats.